# غاري جونز (متسابق دراجات نارية)
غاري جونز (بالإنجليزية: Gary Jones)‏ هو متسابق دراجات نارية أمريكي، ولد في 22 أبريل 1952 في كاليفورنيا في الولايات المتحدة.